# Acanthodelta dallolmoi
Acanthodelta dallolmoi là một loài bướm đêm trong họ Noctuidae.